# Heaven (canção de After School)
"Heaven" é o quinto single japonês do girl group sul-coreano After School, previsto para ser lançado em 2 de outubro de 2013. A canção foi escrita e produzida por Shinichi Osawa. Este é o primeiro lançamento japonês com a nova integrante Kaeun e sem a ex-líder Park Kahi.

## Antecedentes
Depois de lançar o quarto single japonês em junho de 2012, o grupo esteve focado na preparação para seu retorno coreano em junho de June 2013 com "First Love", que mais tarde se tornou o segundo B-side de "Heaven". Em agosto, o grupo anunciou que estaria retornando ao Japão com seu quinto single, "Heaven", para ser lançado em outubro. O single será lançado em três versões: edição somente CD (Tipo C), edição CD & DVD (Tipo A) e edição CD & Fotolivro (Tipo B). E edição com fotolivro inclui fotos do After School tiradas em Harajuku pelo fotógrafo Yonehara Yasumasa, que também produziu a arte do álbum.

## Videoclipe
O videclipe de "Heaven", dirigido por Tanabe Hidenobu, foi lançado em 24 de agosto de 2013. Ele abre com as integrantes fazendo pole dancing, uma habilidade que aprenderam para suas promoções coreanas de "First Love". O vídeo, em seguida, passa para a perspectiva de primeira pessoa de um homem que se levanta do chão como se tornasse sóbrio. As transições do vídeo em clipes de After School, sugerem que o homem está se lembrando de eventos precedentes. Após a "quebra" da dança, o vídeo retorna ao ponto de vista do homem, que é mostrado para jantar e beber. Após mostrar a coreografia novamente, o vídeo continua em rápidas mudanças de cena, que termina com o homem caindo no chão da sala, cujas luzes são apagadas.

## Lista de faixas
| Edição CD+DVD e CD+Fotolivro: |                |         |  |
| N.º                           | Título         | Duração |  |
| 1.                            | "Heaven"       |         |  |
| 2.                            | "Crazy Driver" |         |  |

| Edição somente CD |                                  |         |  |
| N.º               | Título                           | Duração |  |
| 3.                | "First Love" (Versão em japonês) |         |  |
| 4.                | "Heaven" (Instrumental)          |         |  |
| 5.                | "Crazy Driver" (Instrumental)    |         |  |

| DVD (Tipo A) |                           |         |  |
| N.º          | Título                    | Duração |  |
| 1.           | "Heaven" (Videoclipe)     |         |  |
| 2.           | "First Love" (Videoclipe) |         |  |
| 3.           | "Heaven" (Making-of)      |         |  |

## Desempenho nas paradas

### Oricon
| Lançamento           | Parada da Oricon      | Melhor posição | Vendas de estreia | Vendas totais | Período na parada |
| -------------------- | --------------------- | -------------- | ----------------- | ------------- | ----------------- |
| 2 de outubro de 2013 | Daily Singles Chart   | 6              | 18.596 (semanal)  | 18.596+       | 1 semana          |
| 2 de outubro de 2013 | Weekly Singles Chart  | 7              | 18.596 (semanal)  | 18.596+       | 1 semana          |
| 2 de outubro de 2013 | Monthly Singles Chart | TBR            | 18.596 (semanal)  | 18.596+       | 1 semana          |
| 2 de outubro de 2013 | Yearly Singles Chart  | TBR            | 18.596 (semanal)  | 18.596+       | 1 semana          |

### Billboard
| Parada                                     | Melhor posição |
| ------------------------------------------ | -------------- |
| Billboard Japan Hot 100                    | 28             |
| Billboard Japan Hot Singles Sales          | 13             |
| Billboard Japan Hot Top Airplay            | 40             |
| Billboard Japan Adult Contemporary Airplay | 43             |

## Histórico de lançamento
| País  | Data                 | Formato                     | Gravadora |
| ----- | -------------------- | --------------------------- | --------- |
| Japão | 2 de outubro de 2013 | CD single, download digital | Avex Trax |